# Dankwartstraße 5 (Wismar)
Das Wohn- und Geschäftshaus Dankwartstraße 5 in Wismar-Altstadt, Dankwartstraße in der Nähe zum Markt stammt in Teilen von um 1668.
Das Gebäude steht unter Denkmalschutz.

Das Gebäude wird heute durch Wohnungen und einen Laden genutzt.

## Geschichte

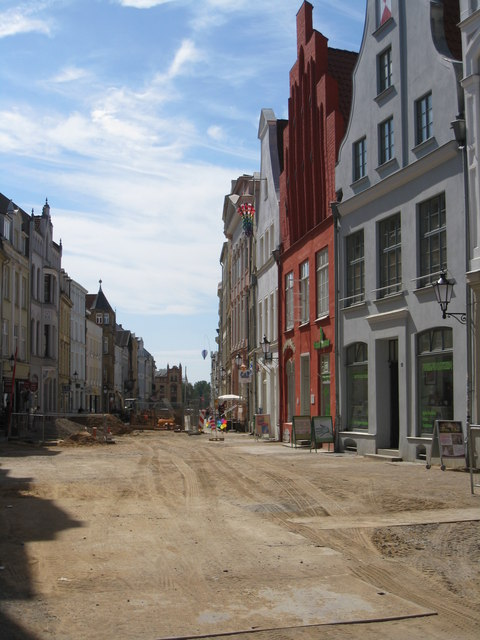
Dankwartstraße 2009 ab Nr. 5 (rechts)

Das zweigeschossige verputzte barocke Haus mit dem dreigeschossigen geschweiften Giebel mit dem markanten Fensterverschluss und einem Dreieckabschluss hat mittelalterliche Brandwände. Die Holzkonstruktion des Dachstuhls und der Decke über dem OG. bestehend aus Eichenholz von 1668. Im 19. und 20. Jh. gab es mehrere Umbauten. 1960 wurde das Kirchenschiff von St. Marien gesprengt, der Hofgiebel wahrscheinlich geschädigt und deshalb 1963/65 erneuert.
Das Haus wurde um 2005 auch mit Mitteln der Städtebauförderung saniert und es entstanden der Laden und zwei Wohnungen.